# ケリン・デグラン
ケリン・L・デグラン（Kellin L. Deglan、1992年5月3日 - ）は、カナダ連邦ブリティッシュコロンビア州ラングリー出身のプロ野球選手（捕手）。右投左打。現在は、フリーエージェント（FA）。

## 経歴

### プロ入り前
2010年に第24回AAA世界野球選手権大会のカナダ代表に選出された。

### プロ入りとレンジャーズ傘下時代

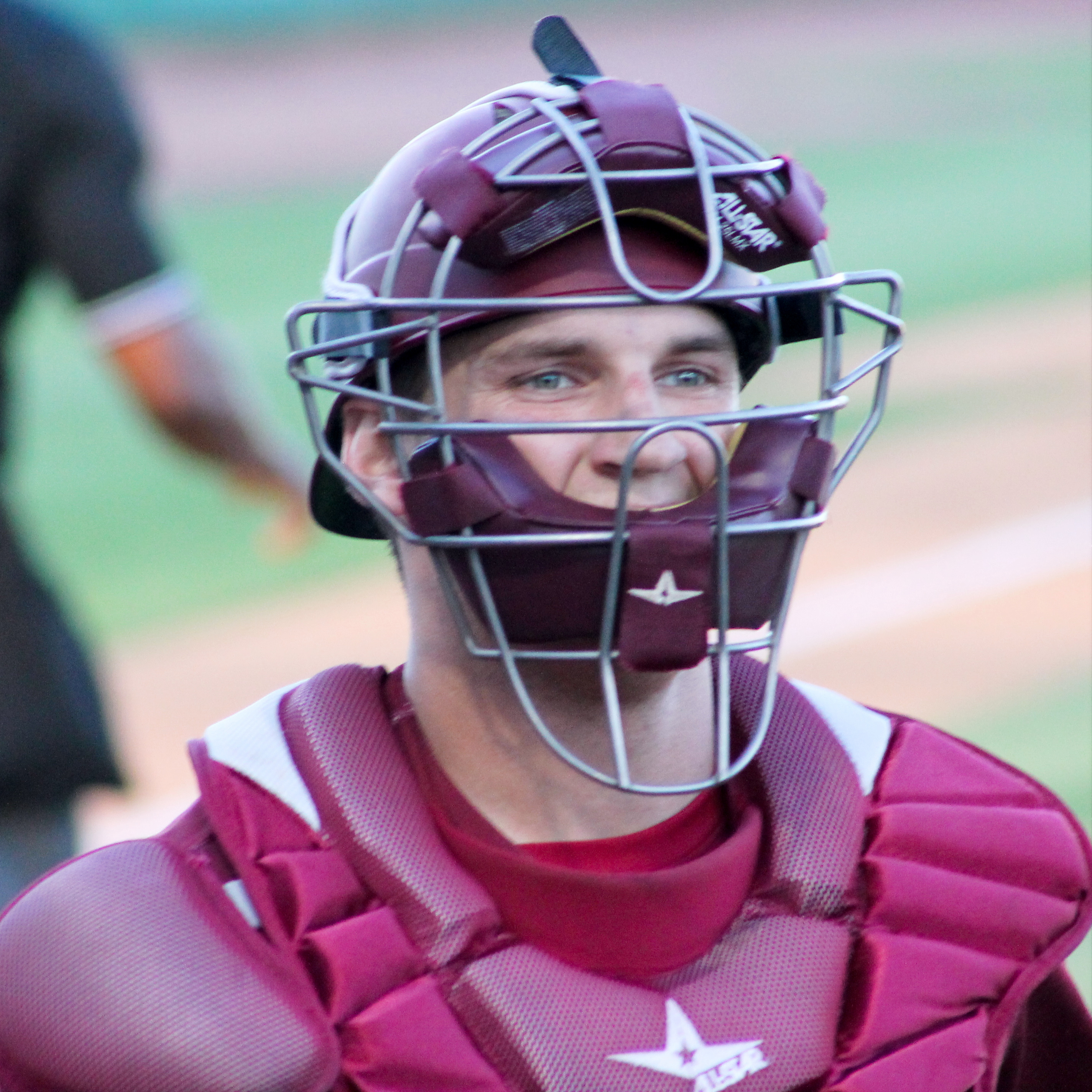
テキサス・レンジャーズ傘下
AA級フリスコ・ラフライダース時代
(2016年5月3日)

2010年のMLBドラフトでテキサス・レンジャーズにドラフト1巡目（全体22位）で指名され、6月9日に契約を結びプロ入りを果たした。
6月21日に傘下ルーキーリーグのアリゾナリーグ・レンジャースへ配属された。ここでは、10試合に出場し、打率.286、0本塁打、5打点、8安打を記録した。8月3日に傘下ショートシーズンA級スポケーン・インディアンスへ昇格した。ここでは、22試合に出場し、打率.159、1本塁打、4打点、13安打を記録した。
2011年4月5日に傘下A級ヒッコリー・クロウダッズへ配属された。同年は、89試合に出場し、打率.227、6本塁打、39打点、66安打を記録した。
2012年も傘下A級ヒッコリーでプレーした。同年は、92試合に出場し、打率234、12本塁打、41打点、75安打を記録した。オフの9月11日に第3回WBC予選のカナダ代表に選出された。
2013年3月29日に傘下A+級マートルビーチ・ペリカンズへ昇格した。同年は、89試合に出場し、打率.231、12本塁打、49打点、71安打を記録した。
2014年3月31日に傘下A級ヒッコリーへ配属された。ここでは、89試合に出場し、打率.251、15本塁打、60打点、82安打を記録した。8月7日に傘下A+級マートルビーチへ昇格した。ここでは、12試合に出場し、打率.217、1本塁打、8打点、10安打を記録した。オフにはオーストラリアン・ベースボールリーグに参加し、メルボルン・エイシズでプレーした。ここでは、42試合に出場し、打率.287、16本塁打、36打点、45安打を記録した。
2015年は開幕を傘下A+級ハイデザート・マーベリックスで迎えた。6月17日に2015年パンアメリカン競技大会の男子野球カナダ代表に選出された。同大会では2大会連続2度目の優勝を果たし、金メダルを獲得した。大会終了後の7月21日に傘下A+級ハイデザートに復帰した。このチームでは、62試合に出場し、打率.236、12本塁打、38打点、56安打を記録した。8月11日に傘下AAフリスコ・ラフライダーズに昇格した。ここでは、19試合に出場し、打率.214、1本塁打、4打点、15安打を記録した。オフの10月20日に第1回WBSCプレミア12のカナダ代表に選出された。
2016年11月7日にFAとなった。

### ヤンキース傘下時代
2017年12月16日にニューヨーク・ヤンキースとマイナー契約を結んだ。
2017年開幕前の2月8日に第4回WBCのカナダ代表に選出されたが、3月2日に怪我で辞退した。

### ブルージェイズ傘下時代
2021年8月3日にトロント・ブルージェイズにトレード移籍した。
2022年8月5日に自由契約となった。

## 選手としての特徴
力強いバッティングが持ち味。

## 詳細情報

### タイトル
ABL
- 最多本塁打 1回：(2014年)

### 記録
ABL
- シーズン最多本塁打数：16本

### 背番号
ABL
- 6 (2014年)

### 代表歴
- 2010年AAA世界野球選手権大会カナダ代表
- 2013 ワールド・ベースボール・クラシック・カナダ代表
- 2015年パンアメリカン競技大会男子野球カナダ代表
- 2015 WBSCプレミア12 カナダ代表
- 2019 WBSCプレミア12 カナダ代表